# Libro de Baruc

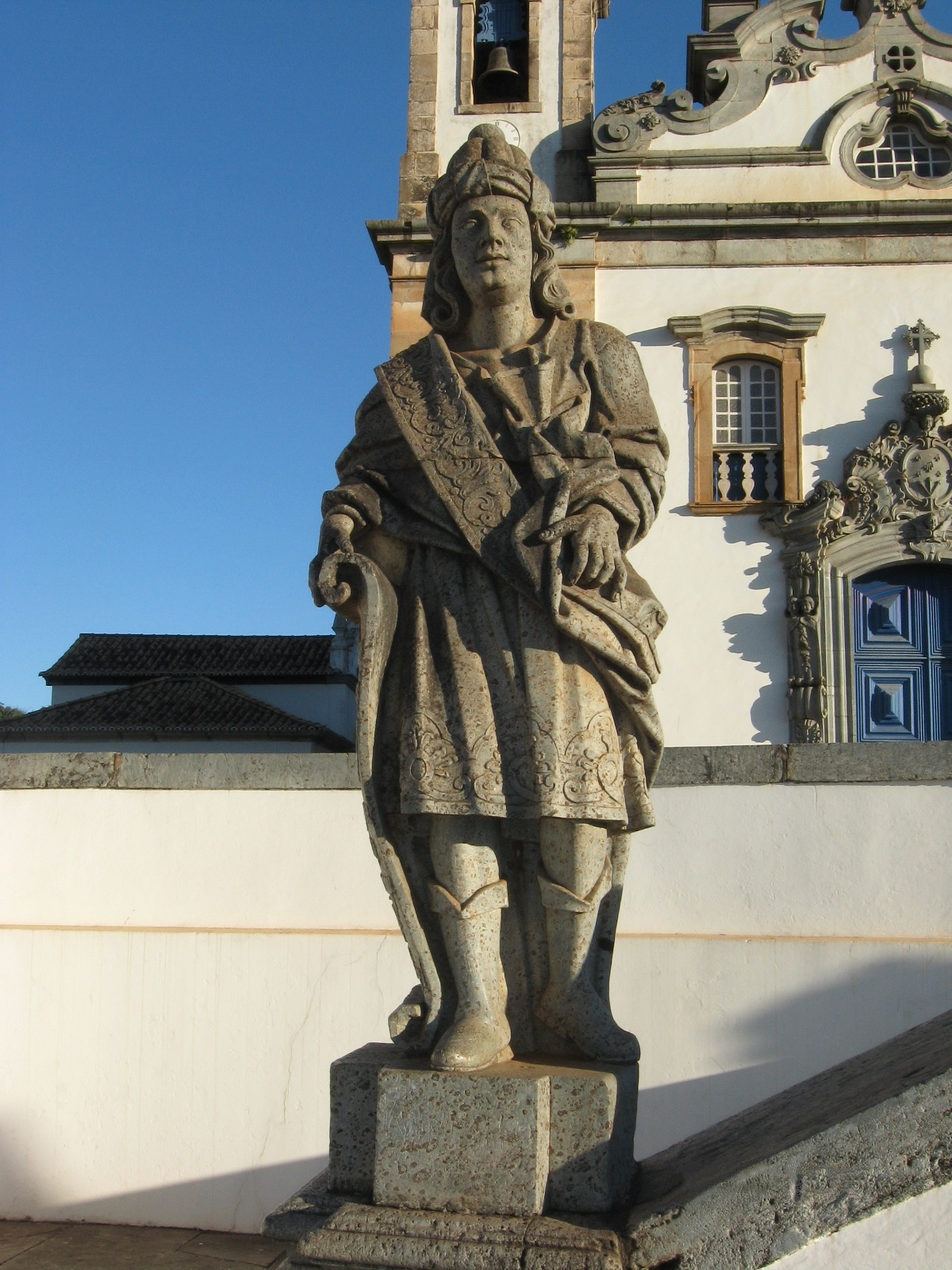
Estatua del profeta Baruc, por Aleijadinho, Congoñas, 1800-5.

El Libro de Baruc (también llamado de Baruk o Baruch) es un libro deuterocanónico perteneciente al canon bíblico de la Iglesia católica que se encuentra en el Antiguo Testamento, perteneciente al grupo de los libros conocidos como apócrifos por los protestantes. Se encuentra ubicado entre Lamentaciones y Ezequiel, como parte de los libros proféticos.

## Estructura
El libro de Baruc está formado por las siguientes partes:
1. Inscripción;
2. Introducción narrativa (1:3-14);
3. Plegarias (1:15-3:8);
4. Primer poema (3:9-4:4); y
5. Segundo poema (4:5-5:9).

Las plegarias, de carácter cultural, constituyen el canto de los exiliados. En ellas, el pueblo reconoce la manera espantosa en que ha pecado y solicita a Dios la liberación de sus sufrimientos.
El primer poema es de naturaleza didáctica: Israel ha de retornar a Yahveh para ser feliz o sucumbir entre daños y lamentos. El segundo está compuesto de cantos de consuelo y lamentación.

## Origen
El libro de Baruc existió primeramente como tres partes separadas e independientes que más tarde fueron reunidas y resultaron en el libro actual.
La pieza más antigua (dos poemas, Bar. 3:9-5:9) pertenecen al siglo III a. C. Ya en tiempos de los Macabeos, un último redactor añadió el prólogo y la parte final y atribuyó el todo al profeta Baruc, secretario y amanuense de Jeremías, lo que demuestra la influencia de este último en aquel tiempo y lugar.
La Septuaginta muestra separado el capítulo 6 de Baruc, que se llama "Carta de Jeremías" y en las biblias de ciertas religiones se encuentra como libro separado. La Vulgata, desde el siglo IX, la junta con el libro de Baruc y la numera como un capítulo más. La Carta de Jeremías es un discurso apologético contra la idolatría, y desarrolla aún más los conceptos estudiados por Jeremías e Isaías.

## Época
Por las similitudes estilísticas que tiene con la literatura de la época de la rebelión de los Macabeos, los estudiosos suelen datarlo en ese período; es difícil establecer mayores precisiones. Las cartas fueron reunidas en un solo libro en el año 100 a. C.

## Relación con el Libro de Jeremías
La versión del Libro de Jeremías en la traducción griega de la Septuaginta es una séptima parte más corta que la del texto masorético o la Vulgata, y el orden de los capítulos es muy diferente, con secciones de la mitad del libro en la versión de la LXX (los Oráculos contra las Naciones) que se encuentran al final del libro en el masorético y la Vulgata. Como se han encontrado fragmentos hebreos en los Rollos del Mar Muerto correspondientes tanto a la LXX como al masorético, se acepta comúnmente que las dos versiones derivan de dos tradiciones hebreas distintas, y que la forma del texto de la Septuaginta es probablemente la más antigua. El erudito benedictino Pierre-Maurice Bogaert sugiere que, si el Libro de Baruc se adjunta a la versión de la Septuaginta de Jeremías, sigue como una continuación natural de la narrativa de la Septuaginta (capítulo 51:31-35 de la LXX, correspondiente al capítulo 45 truncado en el texto masorético). Emanuel Tov propone una conclusión similar, señalando las características de una revisión redaccional consistente del texto de la Septuaginta de Jeremías desde el Capítulo 29 en adelante (corrigiendo las lecturas hacia el hebreo), una revisión que luego se traslada al texto griego de Baruc 1:1 a 3:8, lo que sugiere que estos una vez formaron un texto continuo.
En consecuencia, Bogaert propone que la recopilación de secciones del final de la Septuaginta de Jeremías en un libro distinto de 'Baruc' fue una innovación de la práctica bíblica cristiana en la iglesia griega desde alrededor del siglo III en adelante; pero la versión de Jeremías en la Vetus Latina precedió a esta práctica y, por lo tanto, no designó el Libro de Baruc como una obra distinguida, sino que incluyó su texto dentro del Libro de Jeremías. El texto de la Vetus Latina de Jeremías no sobrevive en ninguna parte en forma suficiente para que se confirme esta especulación, pero Bogaert propone que sus características pueden ser reconocidas en los textos de Baruc de las primeras Biblias Vulgata Teodulfianas; señalando que Baruc en estos manuscritos es continuo con Jeremías, y que el final del Capítulo 5:9 está marcado por un explícit en la forma del latín antiguo, que dice "Explicit hieremiae profetae".

## Canonicidad
Aunque no está en la Biblia hebrea, se encuentra en la Septuaginta, en la Biblia ortodoxa de Eritrea/Etiopía, y también en la versión griega de Teodoción. Para los que pertenecen a la Iglesia católica y ortodoxa, Baruc es inspirado y por lo tanto canónico.
En efecto, el libro solo aparece en la versión griega de los LXX y en la Vulgata latina (ésta solo desde el siglo IX). En estas dos biblias, forma con Lamentaciones un apéndice conceptual al Libro de Jeremías.
Entre los primeros cristianos, su uso aparece primeramente atestiguado en los escritos de Atenágoras de Atenas e Ireneo de Lyon, quienes citan a Baruc como parte de Jeremías. Atanasio (367 d. C.), Cirilo de Jerusalén (c 350 d. C.) y Epifanio de Salamina (385 d. C.) enumeraron el Libro de Baruc como canónico. Atanasio dice "Jeremías con Baruc, Lamentaciones y la epístola"; los otros Padres ofrecen formulaciones similares.
En los decretos del Concilio de Laodicea (364 d. C.), el Concilio de Florencia (1442 d. C.) y el Concilio de Trento (1546 d. C.) "Jeremías con Baruc" es declarado como canónico.